# Dashboard Confessional
Pour les articles homonymes, voir Dashboard.
Dashboard Confessional est un groupe d'emo américain, originaire de Boca Raton, en Floride.

## Biographie

### Débuts (2000–2002)
La première sortie de Dashboard Confessional s'intitule The Swiss Army Romance, qui est à l'origine un projet solo de Chris Carrabba pendant sa période au sein du groupe Further Seems Forever. L'année suivante, Further Seems Forever, avec Chris Carrabba, enregistre et publie son premier album, The Moon is Down. Carrabba quitte peu après le groupe pour enregistrer son deuxième album solo, The Places You Have Come to Fear the Most, et un EP, So Impossible ; tous deux publiés sous le nom de Dashboard Confessional.
En 2002, trois musiciens se joignent au groupe dont un ex-membre de Further Seems Forever, Jerry Castellanos, est commencent ensemble à préparer un nouvel album. Après le succès de son deuxième album, Carrabba jouera au MTV Unplugged.
Toujours en 2002, le clip de Screaming Infidelities remporte un prix MTV2 aux MTV Video Music Awards, et devance ainsi Norah Jones, The Strokes, The Hives, Nappy Roots, et Musiq,. Cette vidéo met en vedette Chris à l'écran et au scénario. La vidéo est réalisée par Maureen Egan et Matthew Barry.

### A Mark, a Mission, a Brand, a Scar(2003–2005)
En 2003, le groupe publie son troisième album, A Mark, a Mission, a Brand, a Scar. Classé deuxième des classements américains Billboard, l'album est le plus grand succès du groupe en date. À la fin de 2003, Dashboard Confessional effectue une tournée avec Brand New,,.
En été 2004, Dashboard Confessional enregistre la chanson Vindicated du film Spider-Man 2. Il est joué dans le générique de fin, ,. Grâce à cette chanson, le groupe gagne considérablement en popularité et publie un nouvel album, Dusk and Summer. Vindicated n'est cependant pas publié sur A Mark, a Mission, a Brand, a Scar mais est incluse dans la version deluxe de Dusk and Summer.

### DeDusk and SummeràAlter the Ending(2005–2010)

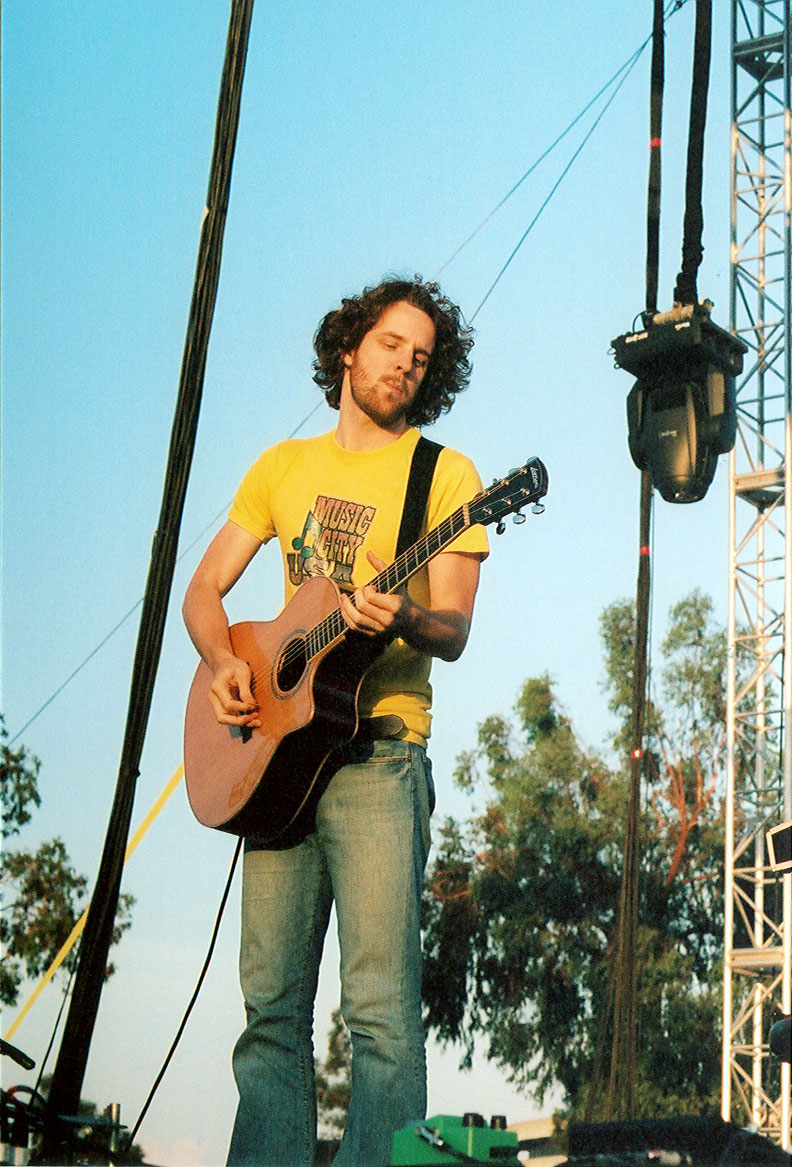
John Lefler en 2005.

En mai 2005, Dashboard Confessional entre en studio pour enregistrer son quatrième album avec le producteur Daniel Lanois. L'album, Dusk and Summer, est publié le 27 juin 2006 ; son premier single s'intitule Don't Wait.
Après la sortie de Dusk and Summer, Dashboard Confessional part en tournée américaine avec Say Anything et Ben Lee, suivi par une tournée avec Brand New.
En 2007, le groupe publie la suite de Dusk and Summer, The Shade of Poison Trees. Plus tard, le groupe commence à enregistrer son sixième album, Alter the Ending, en 2008. Carrabba explique que l'album aurait pu devenir un album-concept. Le 14 février 2009, en guise de cadeau spécial Saint-Valentin aux fans, Carrabba publie une chanson sur son profil MySpace, Even Now (Acoustic Version) issue de leur futur album. En août 2009, Dashboard Confessional contribue à la chanson du film Jennifer's Body, intitulée Finishing School. Elle n'est pas publiée sur Alter the Ending.
Carrabba annonce une tournée de Dashboard Confessional avec New Found Glory et Never Shout Never dans un futur proche. Le 30 octobre 2009, Chris annonce sur Twitter et Facebook qu'à cause d'une urgence familiale, le groupe devra annuler sa tournée Alter the Ending avec New Found Glory et Never Shout Never à l'exception du Louisville Orchestra. Le groupe joue en ouverture au Circle Tour de Bon Jovi en 2010,.
Le 31 juillet 2010, Carrabba joue au sommet du Pikes Peak dans le Colorado pour le deuxième concert caritatif Love Hope Strength Foundation and Health ONE Pikes Peak Rocks, en hommage aux survivants du cancer.

### Réédition deThe Swiss Army Romance(depuis 2010)
Le 4 octobre 2010, le premier album de Dashboard Confessional, The Swiss Army Romance, sera réédité en format double-vinyle le 16 novembre. Le coffret en édition limitée (disponible en 1 000 exemplaires) comprend les versions remasterisées des chansons de l'album et des photos exclusives, notamment.
Après cette sortie, Chris embarque dans une tournée solo jouant The Swiss Army Romance dans son intégralité pour le dixième anniversaire de l'album,..

## Membres

### Membres actuels
- Chris Carrabba – chant, guitare rythmique, piano (depuis 1999)
- Scott Schoenbeck – basse (depuis 1999)
- AJ Cheek – guitare solo, backing vocals (depuis 2015)
- Ben Homola – batterie, percussions (depuis 2015)

### Anciens membres
- John Lefler – guitare solo, piano, chœurs (1999–2015)
- Mike Marsh – batterie, percussions, chœurs (1999–2015)

### Membres live
- Dan Bonebrake – basse, chœurs (2002)
- John Ralston – guitare (2000, 2002, 2006)
- Mike Stroud – violoncelle (2007)
- Jerry Castellanos – guitare, chœurs (2000,2003)
- Andrew Marshall – guitare (2007)
- Susan Sherouse – violon (2006)

## Discographie

### Albums studio
- 2000 : The Swiss Army Romance
- 2001 : The Places You Have Come to Fear the Most
- 2002 : MTV Unplugged 2.0
- 2003 : A Mark, a Mission, a Brand, a Scar
- 2006 : Dusk and Summer
- 2007 : The Shade of Poison Trees
- 2009 : Alter the Ending

### EP
- 2001 : The Drowning EP
- 2001 : So Impossible
- 2002 : Summer's Kiss

### Autres titres
- Jamie – reprise sur Rock Music: A Tribute to Weezer (2002)
- The Only Gift that I Need – sur KROQ's Kevin and Bean present: Swallow My Eggnog (2002)
- Hold on et "This Is a Forgery – sur la réédition chez Vagrant Records de The Swiss Army Romance (2003)
- This Old Wound et The End of an Anchor – sur les éditions hors USA de A Mark, a Mission, a Brand, a Scar (2003)
- I Do – en Grande-Bretagne sur le single "Hands Down" (2003)
- Warmth of the Sand – sur Another Year on the Streets Volume 3 et le single Vindicated (2004)
- Vindicated – sur la BO de Spider-Man 2 (2004)
- In a Big Country – sur iTunes sur le single "Don't Wait" (2006)